# Изабелла де Фуа
Изабелла де Фуа-Кастельбон (фр. Isabelle de Foix-Castelbon; до 2 ноября 1361 — 1428) — графиня де Фуа, виконтесса де Беарн, де Марсан, де Габардан и де Лотрек, княгиня-соправитель Андорры в 1398—1412 годах, виконтесса де Кастельбон и де Сердань в 1400—1412 годах, дочь Роже Бернара II, виконта де Кастельбон, и Жероды, дамы де Навель.

## Биография
Точный год рождения Изабеллы неизвестен, впервые в источниках она упоминается 2 ноября 1361 года. Она была единственной дочерью виконта Кастельбона Роже Бернара II, происходившего из младшей ветви дома Фуа-Каркассон. Также у неё был брат Матье, который после смерти отца в 1381 году унаследовал Кастельбо в Каталонии. В том же году Изабелла была выдана замуж за Аршамбо де Грайи, капталя де Бюш и графа де Бенож.
В 1391 году умер троюродный брат Изабеллы Гастон III Феб, граф де Фуа и виконт Беарна. Он не оставил прямых наследников, поэтому его владения унаследовал Матье де Фуа, брат Изабеллы. Однако Матье также не оставил наследников, поэтому после его смерти в августе 1398 года Изабелла и Аршамбо унаследовали обширные владения, в состав которых входили графство Фуа и виконтство Лотрек в Лангедоке, а также виконтства Беарн, Габардан, Марсан в Гаскони. Кроме того, графы Фуа совместно с епископами Урхеля были сюзеренами Андорры.
Однако король Франции Карл VI оспорил наследование Изабеллы и Аршамбо. Аршамбо, который участвовал в Столетней войне против Франции, отказался признавать сюзеренитет короля Франции на Беарн, и были опасения, что огромные владения на юге Франции перейдут к Англии. Началась война, в результате которой французская армия под командованием коннетабля Сансера заняла большую часть Беарна. Аршамбо и Изабелла ничего не могли противопоставить французам, в результате чего 10 мая 1399 года в Тарбе они подписали договор, по которому признавали себя вассалами французского короля. Двух старших сыновей как заложников Аршамбо отправил ко французскому двору. 2 марта 1402 года он вместе с сыновьями принёс вассальную присягу королю Франции. В 1400 году король Арагона Мартин I вернул Изабелле каталонские виконтства Кастельбон и Сердань, отобранные в 1396 году у её брата Матье.
В результате Аршамбо и его потомки оказались на службе королей Франции. Его дети приняли родовое имя матери (де Фуа).
Аршамбо умер в 1412 году. Чтобы избежать двойного вассалитета, по завещанию Аршамбо его владения были разделены. Старший сын Жан I получил наследство матери — Фуа, Беарн, Марсан, Габардан и Кастельбон, а второй сын Гастон I — английские владения отца и титулы капталя де Бюш, сеньора де Грайи и графа де Бенож.
Изабелла пережила мужа, она умерла в 1428 году. Её похоронили в цистерианском аббатство Буббон в Мазере.

## Брак и дети
Жена: с 1381 Аршамбо де Грайи (ок. 1330—1412), виконт де Кастийон и сеньор де Гюрсон с 1356, капталь де Бюш, сеньор де Грайи и граф де Бенож с 1369, граф де Фуа, виконт де Беарн, де Марсан и де Габардан и князь-соправитель Андорры (по праву жены) с 1398, виконт де Кастельбон и де Сердань (по праву жены) с 1400, капитан-генерал Лангедока с 1412. Дети:
- Жан I де Фуа (ок. 1382 — 4 мая 1436), граф де Фуа, виконт де Беарн, де Марсан, де Габардан и де Кастельбон, князь-соправитель Андорры с 1412, граф де Бигорр с 1425
- Гастон I де Фуа-Грайи (ок. 1385—1455), капталь де Бюш, сеньор де Грайи, граф де Бенож, де Лонгвиль, сеньор де Гюрсон, де Сен-Круа-де-Виллагран, де Рол и де Мейль с 1412
- Пьер де Фуа (1386 — 13 декабря 1464), кардинал с 1409, епископ Лескара в 1405—1422, архиепископ Арля с 1450
- Аршамбо де Фуа (ум. 10 сентября 1419), сеньор де Навель с 1412, камергер герцога Бургундии Жана Бесстрашного
- Матье де Фуа (ум. декабрь 1453), сеньор де Севрьер с 1412, граф де Комменж с 1443